# Otfried K. Linde
Otfried Kurt Linde (* 8. September 1932 in Sandersleben; † 29. Mai 2019 in Bad Bergzabern) war ein deutscher Pharmazeut und Volkswirtschaftler. Er bekleidete jahrelang die Position des Pharmaziedirektors der Pfalzklinik Landeck, heute Pfalzklinikum für Psychiatrie und Neurologie, in der pfälzischen Ortsgemeinde Klingenmünster. Als Lehrbeauftragter an verschiedenen deutschen Universitäten war er Autor bzw. Mitautor oder Herausgeber zahlreicher Bücher und Publikationen, die sich hauptsächlich mit den Gebieten Pharmakopsychiatrie sowie Geschichte der Psychiatrie beschäftigen.
Im Ruhestand wohnte er zunächst mehr als eineinhalb Jahrzehnte in Dirmstein, ehe er im November 2012 nach Bad Bergzabern umzog.

## Leben
Linde studierte Pharmazie und Volkswirtschaft an der TU und an der FU Berlin. 1956 legte er das Staatsexamen ab. 1961 erfolgte seine Promotion zum Doktor der Naturwissenschaften mit Untersuchungen über Sekundärreaktionen bei der Einwirkung von Phenoloxydase auf Catechine am Pharmazeutischen Institut der FU Berlin.

### Beruf
Während seiner beruflichen Tätigkeit als Pharmaziedirektor der Pfalzklinik Landeck war Linde Lehrbeauftragter an den Universitäten Saarbrücken, Karlsruhe und Jena in den Fächern Medizinische und Pharmazeutische Terminologie sowie Onomatologie. Am Institut für Philosophie der Universität Karlsruhe lehrte er „Die Philosophie des Spiels“. 1992 gehörte er neben Herbert Oelschläger zum Lehrkörper der nach der deutschen Wiedervereinigung neu gegründeten Biologisch-Pharmazeutischen Fakultät der Universität Jena.
Von Linde stammen mehr als ein Dutzend Bücher sowie 145 zumeist in Fachbüchern und -zeitschriften veröffentlichte Einzelpublikationen. Acht Jahre lang gab er das Periodikum Psychothek heraus, das sich vorwiegend an Ärzte und Kliniken in der Bundesrepublik Deutschland richtete; es hatte jeweils eine Auflage von 42.500 Exemplaren. Die Anerkennung der Fachkollegen brachte ihm sein Hauptwerk über die Geschichte der medikamentösen Therapie in der Psychiatrie ein. Das Studienbuch Physik, Strahlenkunde und Chemie für Angehörige der Heilberufe, das Linde zusammen mit Hans J. Knigge veröffentlichte, erreichte zwischen 1970 und 1996 neun Auflagen. Besondere Beachtung und Diskussionen löste seine kritische Publikation über den Pflichttext bei Arzneimittelwerbung aus.
Linde führte in 21 Jahren mehr als 600 Fortbildungsseminare für Ärzte und medizinisches Personal auf dem Gebiet der Psychopharmakologie und Psychopharmakokinektik durch und referierte häufig auf nationalen und internationalen Kongressen und Fachtagungen über psychiatriehistorische Themen. Als Erster in der Bundesrepublik gründete Linde in Zusammenarbeit mit dem Naturwissenschaftlichen Technikum in Landau (Pfalz) eine Lehranstalt für pharmazeutisch-technische Assistenten, die er nebenberuflich zwei Jahre leitete und an der er acht Jahre Volkswirtschaft und Toxikologie lehrte. Linde initiierte Arneimittelseminare für Angehörige psychisch Kranker, die er in Zusammenarbeit mit dem Bundesverband der Angehörigen psychisch erkrankter Menschen über vier Jahre hindurch deutschlandweit veranstaltete, und setzte damit die vorher bereits jahrelang in der Pfalzklinik praktizierten Arzneimittelsprechstunden auf einem Niveau breiterer Beachtung und Öffentlichkeitswirkung fort.
Linde arbeitete systematisch an pharmakokinetischen Reaktionen von Psychopharmaka. Hervorzuheben sind seine chemisch-analytisch ausgewerteten Ergebnisse von Selbstversuchen zur Gewinnung von Messdaten hinsichtlich der Wechselwirkungen von Schwarztee und Antidepressiva. Untersuchungen führte er auch zur diagnostischen und therapeutischen Bedeutung der sogenannten „anonymen präklinischen Medikation“ durch. Darunter ist die Verabreichung von psychotropen Medikamenten im Vorfeld einer psychiatrischen Krankenhausaufnahme zu verstehen. Diese vorherige Medikation bleibt, wenn sie dem Klinikarzt versehentlich nicht mitgeteilt oder sogar absichtlich verschwiegen wird, meist unerkannt, obwohl sie den psychischen Aufnahmebefund und damit die Diagnose im statistischen Durchschnitt relevant beeinflussen kann. Nach Lindes Untersuchungsergebnissen wurde in etwa 40 % der Fälle laborchemisch nachgewiesen, dass vor der Klinikaufnahme Psychopharmaka gegeben worden waren. Über diese Problematik forschte und referierte er auch nach seiner Pensionierung.

### Sonstige Betätigungen
Über die Fachkreise hinaus wurde Linde bekannt durch eine auch in der Ortschronik seines damaligen Wohnortes Dirmstein herausgestellte Dokumentation von 1998 (s. Sonstige Bücher) über Verbrechen an Psychiatrie-Patienten im Dritten Reich, die er im Rahmen eines dienstlichen Auftrags zusammen mit zwei Mitautoren herausgegeben hat.
Linde arbeitete seit seiner Pensionierung 1994 an der Dokumentation geschichtsrelevanter Entscheidungen und Vorkommnisse im Zusammenhang mit der bundesweiten Aufarbeitung der NS-Geschichte der Psychiatrie. Behandelt werden dabei z. B. das Phänomen der Elitenkontinuität im Kontext der Beendigung von Diktaturen und die zahlreichen Widerstände gegen das Projekt „Historiografie der NS-Verbrechen in der Psychiatrie“. Die Arbeit wird von Historikern und geschichtsorientierten Psychiatern gemeinsam durchgeführt.
1989 kam Linde in der Pfalzklinik zufällig dazu, als Akten über die Opfer der NS-Psychiatrie in Klingenmünster auf Weisung von Vorgesetzten durch Verbrennen entsorgt werden sollten, und verhinderte die Vernichtung. In der Folgezeit arbeitete er, unterstützt durch die Leitung des Kaiserslauterer Instituts für pfälzische Geschichte und Volkskunde, die Akten systematisch auf. Ergebnis war die eingangs dieses Absatzes genannte Dokumentation.
Am 9. November 1993 anlässlich der ersten Gedenkstunde für die Opfer der NS-Psychiatrie in Klingenmünster hielt Linde erstmals ein Referat über Eugenik und „Euthanasie“ im NS-Staat – ihre Wurzeln und was von ihnen übrig blieb. In Dirmstein wiederholte er den aktualisierten Vortrag am 27. März 2009 bei der Verlegung von Stolpersteinen für Opfer des Nationalsozialismus.
Im Ruhestand schrieb Linde auch Belletristik, nämlich Aufsätze, Essays und zeitkritische Lyrik.

## Werke (Auswahl)

### Fachbücher
- Otfried K. Linde, Hans J. Knigge: 1000 Fragen Pharmazie. Govi Verlag, Eschborn 1970.
- Otfried K. Linde, Hans J. Knigge: Prüfungsaufgaben für Pharmazeuten. Govi Verlag, Eschborn 1973.
- Otfried K. Linde, Hans J. Knigge: Rechenbuch für Heilberufe. Verlag Kohlhammer, Stuttgart 1975.
- Otfried K. Linde (Hrsg.): Pharmakopsychiatrie im Wandel der Zeit. Tilia-Verlag Mensch und Medizin, Klingenmünster 1988.
- Otfried K. Linde: Am Anfang war der Alkohol. Tilia-Verlag Mensch und Medizin, Klingenmünster 1991.
- Otfried K. Linde: Kurzes Repetitorium der Pharmakologie am Beispiel Triazolam. Tilia-Verlag Mensch und Medizin, Klingenmünster 1992.
- Otfried K. Linde: Pharmazeutische Warenzeichen. Deutscher Apotheker-Verlag, Stuttgart 1993, ISBN 3-7692-1584-2.
- Otfried K. Linde, Hans J. Knigge: Physik, Strahlenkunde und Chemie. 9., bearbeitete und erweiterte Auflage. Verlag Kohlhammer, Stuttgart / Berlin / Köln 1996, ISBN 3-17-013805-7 (Erstausgabe:  1970).

### Sonstige Bücher
- Karl Scherer, Otfried K. Linde, Roland Paul (Hrsg.): Die Heil- und Pflegeanstalt Klingenmünster 1933–1945. Psychiatrie im Nationalsozialismus. Institut für pfälzische Geschichte und Volkskunde, Kaiserslautern 1998, ISBN 3-927754-34-X (zwei weitere Auflagen).
- Otfried K. Linde: Traktat über den Wein und die Liebe. Sommer Verlag, Grünstadt 2007.
- Otfried K. Linde: Retrospektive Notizen. Eigenverlag, Dirmstein 2011.
- Otfried K. Linde: Marginalien aus der Geschichte der Pfalzklinik Landeck. Erlebnisse bei der Historiografie der NS-Verbrechen an psychisch Kranken. Eigenverlag, Bad Bergzabern 2016.
- Otfried K. Linde: Altern und Alter. Ein Essay. Eigenverlag, Bad Bergzabern 2018.